# Sesia przewalskii
Sesia przewalskii is een vlinder uit de familie van de Wespvlinders (Sesiidae), uit de onderfamilie Sesiinae. De soort is voor het eerst wetenschappelijk beschreven als Trochilium przewalskii door Sergej Nikolajevitsj Alferaki in een publicatie uit 1882.
De soort komt voor in Oost-Kazachstan, Tadzjikistan, China en Korea.